# Viborillas de Hidalgo
Viborillas de Hidalgo är en ort i Mexiko.   Den ligger i kommunen Chietla och delstaten Puebla, i den sydöstra delen av landet, 120 km sydost om huvudstaden Mexico City. Viborillas de Hidalgo ligger 1 120 meter över havet och antalet invånare är 981.
Terrängen runt Viborillas de Hidalgo är kuperad åt sydost, men åt nordväst är den platt. Runt Viborillas de Hidalgo är det ganska glesbefolkat, med 28 invånare per kvadratkilometer. Närmaste större samhälle är Izúcar de Matamoros, 17,0 km nordost om Viborillas de Hidalgo. I omgivningarna runt Viborillas de Hidalgo växer huvudsakligen savannskog.